# Базиліка Маркевича
Базиліка Маркевича — руїни православного храму IX—X століття, розташовані приблизно за 700 м від південних урвищ плато Мангупа, недалеко від перетину Адим-Чокракської долини та ущелини Ураус-Дересі. Умовна назва дана пам'ятнику на ім'я історика та археолога Арсенія Маркевича, який вперше описав об'єкт у статті «Екскурсія на Мангуп», опублікованій у збірці «Известия Таврійської Вченої Архівної Комісії» за 1890 рік.

## Опис
За результатами археологічних досліджень встановлено, що базиліка являла собою п'яти нефний п'ятиапсидний храм (центральний неф був відокремлений від бічних двома додатковими нефами з подвійною колонадою), розташований у напрямку захід — схід розмірами 15,5 на 11,4 м. Апсиди були напівкруглі, центральний неф мав розміри ширину 3,4 і довжину 7,1 м, бічні — 1,9 на 9,9 м. Солея в центральній апсиді влаштована вище рівня підлоги на 20 см, підлога вистелена вапняковими плитами розмірами від 40,0 на 74,0 до 96,0 на 76,0 см, центральний неф був відокремлений двома рядами колон, по три в кожній, висічених із цільного вапнякового блоку. Вхід, шириною 1,0 м, розташовувався із заходу, товщина стін 0,65-0,70 м (збереглися на висоту 11,0 — 20,0 см), двопанцирна кладка, тришарова на вапняному розчині, передбачається, що храм був повністю оштукатурений. Базиліка функціонувала нетривалий час, у межах кінця IX — першої половини X століття. Існує версія, що базиліка могла бути центральним храмом окремого монастирського комплексу у ближньому окрузі Мангупа.

## Історія вивчення
Наприкінці ХІХ століття Арсеній Маркевич, під час відвідування Мангупа, звернув увагу до місцевих жителів, котрі займалися розбиранням на будівельний матеріал деяких руїн. Під час обстеження вчений виявив викладену чотирикутними кам'яними плитами (було виявлено 60 штук) підлогу великої будови та шість баз круглих колон — два ряди по три колони, розташовані із заходу на схід. Було встановлено, що постраждала лише невелика південна частина будівлі, яку Маркевич визначив як християнський храм базилікального типу. З урахуванням знахідок черепиці з клеймами у вигляді хреста та капітелів з ажурним різьбленням з місцевого вапняку, історик датував храм першою половиною XV століття.
1937 року залишки базиліки обстежив Микола Рєпніков, за результатами огляду датував її слідом за М. Рєпніковим, на підставі тих же опублікованих архітектурних деталей, VII—VIII століттям. В археологічній карті пам'ятників Каралезькій і Шульській долин 1970 Анатолій Якобсон вказав тринефну базиліку також VII—VIII століття.
У 2013—2016 році загоном Мангупської експедиції під керівництвом Валерія Науменка проводилися розкопки пам'ятника, в результаті яких сформувалося сучасне уявлення про історію та зовнішній вигляд базиліки.